# Sonny Colbrelli
Sonny Colbrelli (né le 17 mai 1990, à Desenzano del Garda, dans la province de Brescia, en Lombardie) est un coureur cycliste italien. Professionnel de 2012 à 2022, son profil atypique de sprinteur-puncheur lui permet de briller sur de nombreuses courses, notamment les classiques. Durant sa carrière, il a notamment remporté Paris-Roubaix, le championnat d'Europe, le championnat d'Italie et le Benelux Tour en 2021, ainsi que plusieurs courses d'un jour du calendrier italien.

## Biographie
Sonny Colbrelli naît le 17 mai 1990, à Desenzano del Garda, dans la province de Brescia, en Lombardie. Il commence le cyclisme à dix ans environ, en catégorie giovanissimi G5, au Team Valle Sabbia. Il reste membre de ce club jusqu'en catégorie junior. En catégorie espoirs, de 2009 à 2011, il court chez Zalf Désirée Fior. Il prend la sixième place du championnat du monde sur route espoirs 2010. En 2010 et 2011, il est stagiaire au sein de l'équipe professionnelle Colnago-CSF, qui le recrute en 2012.

### 2012-2016: les débuts professionnels avec Bardiani CSF

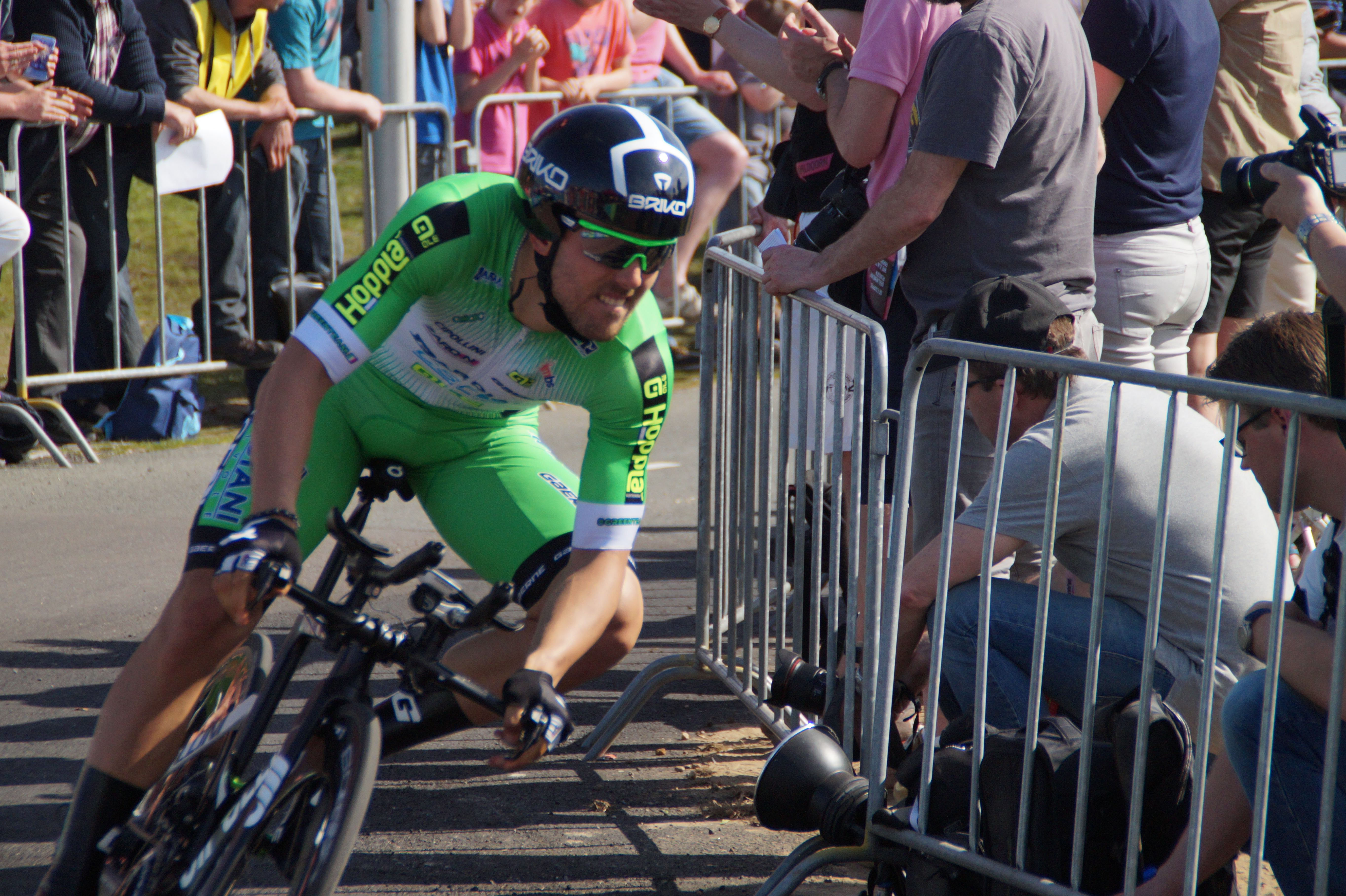
Colbrelli lors du prologue du Tour d'Italie 2016.

En 2012 Sonny Colbrelli fait ses débuts professionnels avec l'équipe Bardiani CSF dès janvier avec le Tour de San Luis. Durant cette année, il termine deuxième de la Coppa Bernocchi derrière son coéquipier Sacha Modolo.
En 2014, il prend la sixième place de Milan-San Remo avant d'obtenir son premier succès professionnel lors de 2e étape du Tour de Slovénie après plusieurs podiums dans d'autres courses.
Colbrelli figure parmi une liste de onze coureurs sélectionnés pour la course en ligne des championnats du monde 2014. En fin d'année il prolonge le contrat qui le lie à son équipe.
Au cours de la saison 2015 le coureur italien doit attendre l'été et la première étape du Tour du Limousin pour engranger sa première victoire de l'année à Limoges devant le Palais des Sports de Beaublanc. Il remporte par la suite le classement général de l'épreuve française puis le Grand Prix Bruno Beghelli. Il est également troisième du Tour du Piémont à l'automne. Initialement présélectionné pour la course en ligne des championnats du monde de Richmond, Colbrelli n'est pas dans la sélection finale italienne de neuf coureurs. Il est néanmoins présent aux États-Unis comme remplaçant pour cette épreuve.
En 2016 il gagne le Grand Prix de Lugano au premier semestre. Durant l'été il court en France et s'adjuge les deux dernières étapes du Tour du Limousinainsi qu'une étape du Tour du Poitou-Charentes. En Italie il gagne en l'espace de quelques jours la Coppa Agostini, la Coppa Sabatini puis la course des Trois vallées varésines.

### 2017-2022: coureur World Tour de référence
Au mois de septembre 2016 il s'engage avec la formation Bahrain-Merida. Il rejoint plusieurs de ses compatriotes au sein de cette nouvelle équipe dont Vincenzo Nibali qui doit en être un des fers de lance. Il remporte sa première victoire sous le maillot de sa nouvelle formation lors de la seconde étape de Paris-Nice.
Son arrivée dans une équipe World Tour lui permet de disputer un plus grand nombre de classiques, et en l'absence du leader Heinrich Haussler, blessé, une grande liberté lui est offerte sur ces courses. Il s'impose sur la Flèche brabançonne et obtient plusieurs places d'honneur : septième du Grand Prix E3, neuvième de l'Amstel Gold Race, dixième du Tour des Flandres, treizième de Milan-San Remo et de Gand-Wevelgem. Après ce début de saison réussi, il prend part au Tour de Romandie, au Critérium du Dauphiné et au Tour de Slovénie, où il obtient de nouvelles places d'honneur, puis son premier Tour de France. Deux fois sixième d'étape, il dira y avoir souffert de la chaleur. En fin de saison, il s'illustre à nouveau lors des classiques, en World Tour avec une troisième place à la Bretagne Classic et une dixième place au Grand Prix de Québec, et en Italie où il gagne la Coppa Bernocchi et monte sur le podium du Grand Prix Bruno Beghelli et de la Coppa Sabatini. Il dispute à nouveau le championnat du monde sur route, mais ne s'y trouve pas dans un « bon jour » (59e).
En 2018, Colbrelli est récompensé des résultats obtenus en 2017 en se voyant attribuer un rôle de leader sur les classiques au parcours accidenté, notamment le Tour des Flandres et Milan-San Remo. En août, il termine quatorzième du championnat d'Europe sur route à Glasgow. Il remporte en octobre 2019 le Grand Prix Beghelli.
Lors de la saison 2019, il s'impose lors de la 4e étape du Tour d'Oman et du Tour d'Allemagne, ainsi que sur le Grand Prix Bruno Beghelli. Il se classe également deuxième du championnat d'Italie et du Tour d'Allemagne. En 2020, année marquée par la pandémie de Covid-19, il réalise sa moins bonne saison depuis 2013. Vainqueur d'étape sur la Route d'Occitanie, il est ensuite troisième du championnat d'Italie sur route, battu au sprint par Giacomo Nizzolo et Davide Ballerini. Après un Tour de France où il court en tant qu'équipier de Mikel Landa, il est sixième du BinckBank Tour, puis quatrième de la Flèche brabançonne.

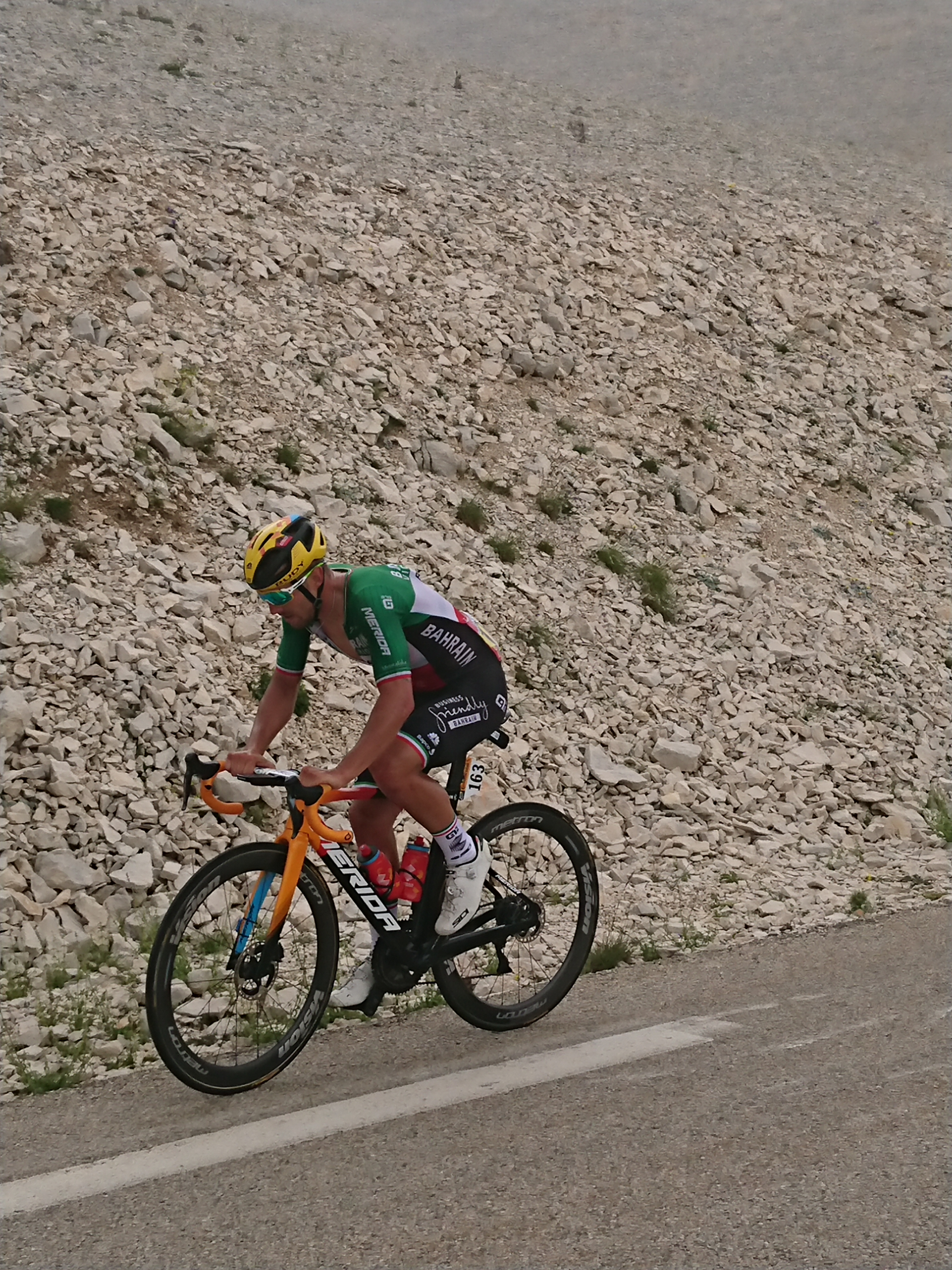
Sonny Colbrelli au Mont Ventoux lors du Tour de France 2021.

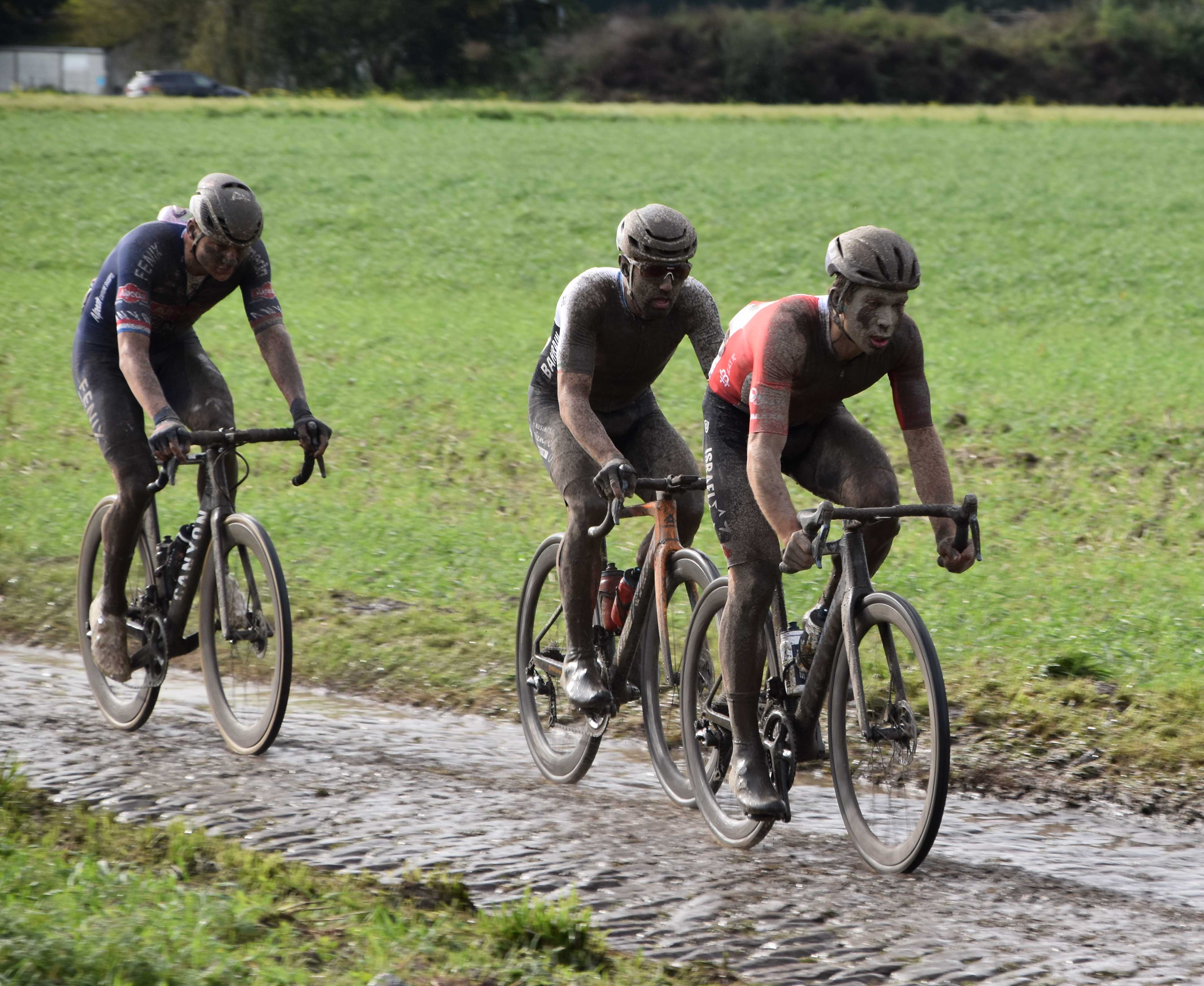
Colbrelli entre Mathieu van der Poel (à gauche) et Guillaume Boivin (à droite) lors du Paris-Roubaix 2021.

En 2021, il réalise à 31 ans la meilleure saison de sa carrière. En début de saison, il se classe notamment sixième de Kuurne-Bruxelles-Kuurne, huitième de Milan-San Remo et quatrième de Gand-Wevelgem. Il remporte la 2e étape ainsi que le classement par points du Tour de Romandie. En juin, il remporte la 3e étape du Critérium du Dauphiné et termine deuxième de trois autres étapes, ce qui lui permet de remporter le classement par points de la course.
Deux semaines plus tard, il est sacré champion d'Italie au sprint devant Fausto Masnada. Sur le Tour de France, il se classe troisième à Tignes et deuxième à Saint-Gaudens. Colbrelli étant catalogué comme sprinteur, ces performances en montagne interrogent, d'autant plus que son équipe Bahrain-Victorious cumule les exploits depuis quelques mois et fait l'objet d'une perquisition à Pau. Bien que les policiers ne trouvent rien d'illégal dans les bus ou l'hôtel de l'équipe, la réputation de la formation et de ses coureurs est atteinte. L'italien qualifiera les suspicions de dopage de "jalousie".
En septembre, il gagne le Benelux Tour, après avoir récupéré le maillot de leader la veille de l'arrivée lors de son succès d'étape en solitaire. Il est le premier Italien à remporter cette course par étapes. Le 12 septembre, il devient champion d'Europe à domicile, à Trente, en remportant un sprint à deux face au Belge Remco Evenepoel. Ce dernier sera particulièrement énervé par le comportement de Colbrelli qui l'a laissé rouler sans jamais prendre de relais.
Deuxième de la Coppa Sabatini, puis lauréat du Mémorial Marco Pantani, Colbrelli fait figure de favoris aux mondiaux disputés dans les Flandres, en Belgique mais termine finalement dixième de la course. Le 3 octobre, il prend part à son premier Paris-Roubaix, disputé exceptionnellement en octobre, sous la pluie et dans la boue. Colbrelli ne perd jamais la roue des meilleurs et parvient à s'échapper avec Mathieu van der Poel après une série d'accélérations qui a fait la sélection. Les deux coureurs reprennent d'abord le jeune belge Florian Vermeersch qui parvient à rester dans leurs roues. Le trio revient ensuite sur l'autre italien Gianni Moscon qui était parti seul de l'échappée matinale à environ 60 km de l'arrivée. Alors qu'il semblait se diriger vers une victoire en solitaire, Moscon subit une crevaison puis une chute et est définitivement distancé au Carrefour de l'Arbre par trois coureurs qui restent en tête : van der Poel, Vermeersch et Colbrelli. Une fois à l'intérieur du vélodrome, le coureur italien domine ses concurrents au sprint, remportant la reine des classiques, vingt-deux ans après la dernière victoire italienne d'Andrea Tafi. C'est également le premier coureur à s'imposer pour sa première participation depuis Jean Forestier en 1955.
En 2022, pour sa reprise, il se classe deuxième du Circuit Het Nieuwsblad en remportant le sprint du peloton derrière Wout van Aert. Il est ensuite contraint à l'abandon sur Paris-Nice en raison d'une bronchite. De retour à la compétition sur le Tour de Catalogne, il termine deuxième de la première étape, battu au sprint par Michael Matthews. Il est victime d'un malaise cardiaque après l'arrivée et doit être pris en charge par les secours, puis emmené à l'hôpital de Gérone dans un état stable. Par la suite, il est révélé que Colbrelli a souffert d'arythmie cardiaque quelques instants après avoir franchi la ligne, le faisant s'effondrer, convulser et subir un arrêt cardiorespiratoire, nécessitant l'utilisation en urgence d'un défibrillateur sur les lieux pour lui sauver la vie,. Début avril, il se fait poser un défibrillateur interne, ce dispositif permettant de corriger si nécessaire le rythme cardiaque dans les cas extrêmes, mais l'empêche de courir en Italie. Il met officiellement fin à sa carrière le 15 novembre 2022,.

## Style de coureur
Il a un profil de sprinteur à l'aise sur des parcours vallonnés et est endurant. Durant sa carrière, il rêve de remporter Milan-San Remo, une course qui correspond à ses capacités. Il fait partie des rares sprinteurs qui passent relativement bien les bosses, ce qui fait de lui un puncheur-sprinteur. Lors de son dernier grand tour, le Tour de France 2021, il montre de nouvelles aptitudes de grimpeur, ceci étant notamment dû à une perte de poids de 3 kilos.

## Reconversion
En 2023, Colbrelli s'est présenté pour le parti Forza Italia aux élections régionales lombardes.
La même année, il devient directeur sportif dans l'équipe Bahrain Victorious.

## Palmarès sur route

### Palmarès amateur
| - 2006 - Coppa d'Oro - 2007 - 3e du championnat d'Italie de vitesse par équipes juniors - 2008 - 1re étape du Tour du Pays de Vaud (contre-la-montre par équipes) - 2e du Trophée de la ville d'Ivrée - 3e du Trofeo Emilio Paganessi - 2009 - La Bolghera - Trophée Visentini - 2e du Mémorial Benfenati - 2010 - Circuito di Paderno - 2e étape du Giro Pesche Nettarine di Romagna - Trofeo Alcide Degasperi - Gran Premio San Luigi - Gran Premio Industria del Cuoio e delle Pelli - Giro del Canavese - 2e du Mémorial Carlo Valentini - 3e de la Coppa Caduti di Reda - 3e du Trophée de la ville de Conegliano - 3e du Trofeo Comune di Acquanegra sul Chiese - 6e du championnat du monde sur route espoirs | - 2011 - Grand Prix De Nardi - Mémorial Guido Zamperioli - 2e du Trofeo Zssdi - 2e de Milan-Busseto - 2e du Trofeo Banca Popolare di Vicenza - 3e du Trofeo Franco Balestra - 3e du Gran Premio della Liberazione - 3e du Grand Prix Colli Rovescalesi |  |

### Palmarès professionnel
| - 2012 - 1reb étape du Tour de Padanie (contre-la-montre par équipes) - 2e de la Coppa Bernocchi - 2013 - 2e de la Volta Limburg Classic - 2e du Tour d'Almaty - 2014 - Vainqueur de la Coupe d'Italie - Vainqueur de la Coupe d'Italie espoirs - 2e étape du Tour de Slovénie - Tour des Apennins - Mémorial Marco Pantani - Grand Prix de l'industrie et du commerce de Prato - Coppa Sabatini - 2e du Grand Prix de Lugano - 2e de la Volta Limburg Classic - 2e des Trois vallées varésines - 3e de la Roma Maxima - 6e de Milan-San Remo - 2015 - Vainqueur de la Coupe d'Italie - Tour du Limousin : - Classement général - 1re étape - Grand Prix Bruno Beghelli - 3e du Tour du Piémont - 2016 - Vainqueur de la Coupe d'Italie - Grand Prix de Lugano - 3e et 4e étapes du Tour du Limousin - 5e étape du Tour du Poitou-Charentes - Coppa Agostoni - Coppa Sabatini - Trois vallées varésines - Trittico Lombardo - 2e du Trofeo Laigueglia - 2e de la Volta Limburg Classic - 2e du Tour du Limousin - 3e de l'Amstel Gold Race - 9e de Milan-San Remo - 2017 - 2e étape de Paris-Nice - Flèche brabançonne - Coppa Bernocchi - 2e de la Coppa Sabatini - 2e du Grand Prix Bruno Beghelli - 3e de la Bretagne Classic - 7e du Grand Prix E3 - 9e de l'Amstel Gold Race - 10e du Tour des Flandres - 10e du Grand Prix cycliste de Québec | - 2018 - 4e étape du Dubaï Tour - 3e étape du Tour de Suisse - Coppa Bernocchi - Tour du Piémont - 2e de la Flèche brabançonne - 2e du Grand Prix cycliste de Montréal - 2e de la Coppa Sabatini - 3e de Kuurne-Bruxelles-Kuurne - 8e du Circuit Het Nieuwsblad - 9e de Milan-San Remo - 2019 - 4e étape du Tour d'Oman - 4e étape du Tour d'Allemagne - Grand Prix Bruno Beghelli - 2e du championnat d'Italie sur route - 2e du Tour d'Allemagne - 2e de la Coppa Sabatini - 9e de l'EuroEyes Cyclassics - 2020 - 2e étape de la Route d'Occitanie - 3e du championnat d'Italie sur route - 6e du BinckBank Tour - 2021 - Championnat d'Europe sur route - Champion d'Italie sur route - Vainqueur de la Coupe d'Italie - 2e étape du Tour de Romandie - 3e étape du Critérium du Dauphiné - Benelux Tour : - Classement général - 6e étape - Mémorial Marco Pantani - Paris-Roubaix - 2e de la Coppa Sabatini - 4e de Gand-Wevelgem - 8e de Milan-San Remo - 10e du championnat du monde sur route - 2022 - 2e du Circuit Het Nieuwsblad |  |

### Résultats sur les grands tours et classiques

#### Grands tours

##### Tour de France
5 participations
- 2017 : 122e
- 2018 : 109e
- 2019 : 85e
- 2020 : 93e
- 2021 : 52e

##### Tour d'Italie
5 participations
- 2012 : 100e
- 2013 : 89e
- 2014 : 94e
- 2015 : 100e
- 2016 : 95e

### Résultats sur les classiques et grands championnats
Ce tableau présente les résultats de Sonny Colbrelli sur courses d'un jour de l'UCI World Tour auxquelles il a participé, ainsi qu'aux différentes compétitions internationales.
| Légende | Légende | Légende | Légende     | Légende | Légende              | Légende | Légende       |
| ------- | ------- | ------- | ----------- | ------- | -------------------- | ------- | ------------- |
| Ab.     | Abandon | HD      | Hors-délais | -       | Pas de participation | ×       | Pas d'épreuve |

| Année | Circuit Het Nieuwsblad | Strade Bianche | Milan-San Remo | Classic Bruges-La Panne | Grand Prix E3 | Gand-Wevelgem | À travers les Flandres | Tour des Flandres | Paris-Roubaix | Amstel Gold Race | RideLondon-Surrey Classic | Cyclassics Hamburg | Bretagne Classic | Grand Prix cycliste de Québec | Grand Prix cycliste de Montréal | Eschborn-Francfort | Tour de Lombardie | Europe - Course en ligne | Mondial - course en ligne |
| ----- | ---------------------- | -------------- | -------------- | ----------------------- | ------------- | ------------- | ---------------------- | ----------------- | ------------- | ---------------- | ------------------------- | ------------------ | ---------------- | ----------------------------- | ------------------------------- | ------------------ | ----------------- | ------------------------ | ------------------------- |
| 2012  | -                      | -              | -              | x                       | -             | -             | -                      | -                 | -             | -                | x                         | -                  | -                | -                             | -                               | -                  | Ab.               | -                        | -                         |
| 2013  | -                      | 38e            | 12e            | x                       | -             | -             | -                      | -                 | -             | -                | -                         | -                  | -                | -                             | -                               | -                  | -                 | -                        | -                         |
| 2014  | -                      | -              | 6e             | x                       | -             | -             | -                      | -                 | -             | Ab.              | -                         | -                  | 72e              | -                             | -                               | -                  | -                 | -                        | 13e                       |
| 2015  | -                      | 56e            | 18e            | x                       | -             | -             | -                      | -                 | -             | 107e             | -                         | -                  | -                | -                             | -                               | -                  | Ab.               | -                        | -                         |
| 2016  | -                      | 32e            | 9e             | x                       | -             | Ab.           | -                      | -                 | -             | 3e               | 75e                       | -                  | 43e              | -                             | -                               | -                  | Ab.               | 29e                      | Ab.                       |
| 2017  | 35e                    | -              | 13e            | x                       | 7e            | 13e           | 53e                    | 10e               | -             | 9e               | -                         | 85e                | 3e               | 10e                           | 19e                             | -                  | -                 | -                        | 59e                       |
| 2018  | 8e                     | Ab.            | 9e             | -                       | 49e           | 124e          | -                      | 23e               | -             | 74e              | -                         | 67e                | 20e              | 115e                          | 2e                              | -                  | -                 | 14e                      | -                         |
| 2019  | 38e                    | -              | 43e            | -                       | 13e           | Ab.           |                        | 30e               | -             | 72e              | 15e                       | 9e                 | -                | 37e                           | Ab.                             | -                  | -                 | -                        | 11e                       |
| 2020  | 50e                    | -              | 63e            | -                       | x             | Ab.           | x                      | 47e               | x             | x                | x                         | x                  | -                | x                             | x                               | x                  | -                 | -                        | -                         |
| 2021  | Ab.                    | -              | 8e             | 16e                     | 57e           | 4e            | 73e                    | 55e               | Vainqueur     | 72e              | x                         | x                  | -                | x                             | x                               | -                  | -                 | Vainqueur                | 10e                       |
| 2022  | 2e                     | -              | -              | -                       | -             | -             | -                      | -                 |               | -                | x                         |                    |                  |                               |                                 |                    |                   |                          |                           |

### Classements mondiaux
| Année                                 | 2010 | 2011 | 2012 | 2013 | 2014 | 2015 | 2016 | 2017 | 2018 | 2019 | 2020 | 2021 | 2022 |
| ------------------------------------- | ---- | ---- | ---- | ---- | ---- | ---- | ---- | ---- | ---- | ---- | ---- | ---- | ---- |
| UCI World Tour                        |      |      |      |      |      |      | nc   | 41e  | 48e  |      |      |      |      |
| Classement mondial                    |      |      |      |      |      |      | 16e  | 30e  | 22e  | 66e  | 106e | 6e   | 280e |
| UCI Europe Tour                       | 314e | 165e | 147e | 59e  | 2e   | 11e  | 3e   | 18e  | 7e   | 54e  | 89e  | 5e   | 224e |
| UCI Asia Tour                         | nc   | nc   | 99e  | 347e | 133e | nc   | nc   | 270e | 35e  |      |      |      |      |
| UCI America Tour                      | nc   | 300e | 393e | nc   | nc   | 139e | nc   | nc   | nc   |      |      |      |      |
| UCI Oceania Tour                      | 28e  | nc   | nc   | nc   | nc   | nc   | nc   | nc   | nc   |      |      |      |      |
|                                       |      |      |      |      |      |      |      |      |      |      |      |      |      |
| Légende : nc = non classéSource : UCI |      |      |      |      |      |      |      |      |      |      |      |      |      |

## Distinctions
- Giglio d'Oro : 2021
- Oscar TuttoBici : 2021